# Бабуріно
Бабуріно (рос. Бабурино) — село у Озерському районі Московської області Російської Федерації

## Розташування
Село Бабуріно входить до складу міського поселення Озьори, воно розташовано на березі Оки. Найближчі населені пункти Озьори, Селище Центральної садиби радгоспу «Озьори». Найближча залізнична станція Озьори.

## Населення
Станом на 2010 рік у селищі проживало 225 людей